# Mont Hiba (Hiroshima)
Pour les articles homonymes, voir mont Hiba (Shimane).
Le mont Hiba (比婆山, Hiba-yama) est une montagne culminant à 1 299 m d'altitude, située sur le territoire de la municipalité de Shōbara dans la préfecture de Hiroshima. Elle fait partie du parc quasi national de Hiba-Dōgo-Taishaku.